# Stazione Casey
La base permanente Casey, in Antartide, fu eretta il 29 gennaio 1957 dagli statunitensi, durante l'operazione Deepfreeze II, a 66°15′ lat. S, 110°35′ long. E, 12 m di quota, su una superficie rocciosa (Windmill Island, Terra di Wilkes) e battezzata Wilkes; il 4 febbraio 1959, la stazione passò in gestione all'Australian Antarctic Division; il 19 febbraio 1969, a causa dell'accumulo nevoso, fu chiusa e il personale trasferito in una base di nuova realizzazione, a un paio di chilometri di distanza (66°17′ lat. S, 110°32′ long. E, 12 m di quota), rinominata appunto Casey (the Tunnel); questa funzionò fino al 31 gennaio 1989; in seguito (1992-93) venne demolita e sostituita dall'attuale (Bailey Peninsula, 66°17′ lat. S, 110°32′ long. E, 32 m di quota) che, dal 1992, è indicata come Meteorological Centre at Casey.

## Clima
Il sommario delle temperature medie per il periodo 1958-2006, reso omogeneo dalla British Antarctic Survey, riporta un valore annuo di −9,3 °C (deviazione standard: 0,9 °C). Il clima di Casey è quello tipico della costa orientale antartica, dove si nota un'inerzia termica che fa di gennaio il mese più caldo (−0,1 °C); data la latitudine (in pratica, sorge sul Circolo Polare Antartico), la stagione invernale è più breve che sul Plateau Antartico: ma i cinque mesi fra maggio e settembre sono caratterizzati dal Kernlose winter, con medie che oscillano fra −14,1 °C (maggio) e −14,8 °C (luglio e agosto). Il ciclo stagionale può essere ritenuto analogo a quello di Dumont d'Urville. Per quanto riguarda gli estremi termici, una ricognizione d'archivio per il decennio 1957-67 indicava una massima di 7,8 °C e una minima di −37,2 °C; nel periodo di funzionamento della seconda base (the Tunnel: 1969-90) si rilevarono 9,2 °C il 25 gennaio 1987 e −41,0 °C il 19 luglio 1976; con la nuova base (Meteorological Centre at Casey: 1989-2006) infine, si sono misurati 9,2 °C il 30 gennaio 1991 e −37,5 °C il 25 agosto 2005. In quest'ultimo periodo le precipitazioni medie annue assommano a 208,8 mm distribuiti su 52,5 giorni; luglio risulta essere il mese più nevoso (27,3 mm equivalenti), gennaio il più asciutto (9,2 mm). Per quanto riguarda il vento, la massima raffica si registrò il 29 settembre 1971 con 291 km/h.
La storia climatica, se scomposta per decenni sulla base delle medie annuali, nel XX secolo mostra una fase di optimum a cavallo degli anni ottanta, con successivo riequilibrio verso i valori degli anni cinquanta: una curva evolutiva che solo in parte si accorda con l'andamento della costa orientale antartica. Ecco, comunque, il quadro:
- 1957-66 −9,67 °C
- 1967-76 −9,30 °C
- 1977-86 −8,72 °C
- 1987-96 −9,13 °C
- 1997-06 −9,41 °C

## Logistica e identificativi
Casey è dislocata in 22 edifici che, durante la stagione estiva, possono ospitare fino a un massimo di 70 persone; per il suo funzionamento, ogni anno utilizza 514 m3 di carburante e 1.300 m3 d'acqua. La base fa parte della rete dell'Organizzazione Meteorologica Mondiale: il codice identificativo è 89611.